# Clifford Berry
Clifford Edward Berry (Gladbrook, Iowa 19 de abril de 1918 - Nueva York, 30 de octubre de 1963) fue un inventor e ingeniero eléctrico estadounidense.
Ayudó a John Atanasoff, ingeniero electrónico estadounidense de origen búlgaro, en la creación del Atanasoff Berry Computer (ABC). Esta máquina está considerada como el primer computador digital y electrónico automático y fue el precursor del ENIAC.

## Infancia y juventud
Clifford Edward Berry nació el 19 de abril de 1918 en Gladbrook, Iowa. Sus padres fueron Fred Gordon Berry y Grace Strohm, y fue el mayor de los cuatro hijos de la pareja: Clifford, Keith, Frederick y Barbara. Cuando Clifford era pequeño, su padre Fred tenía una tienda de reparación de aparatos eléctricos en Gladbrook, donde realizó varios proyectos eléctricos, siendo el más importante la construcción de una radio, la primera en Gladbrook. Esta creación provocó una corriente de visitantes que querían echar un vistazo a la máquina. Fred le enseñó a su hijo sobre la construcción de la radio y fue así como Clifford comenzó a interesarse por la electricidad y la radio. Cuando cumplió once años y bajo la supervisión de su padre, Clifford construyó su primera radio.
La familia se trasladó a Marengo, Iowa, donde su padre aceptó un puesto como director de la oficina local de la compañía energética de Iowa. Cuando Clifford estudiaba el segundo grado en Marengo, su padre fue asesinado de un disparo por un empleado al que había despedido unos días antes.

## Educación
Tras la muerte de Fred Berry, la familia decidió permanecer en Marengo hasta que Clifford llegara a la universidad. En ese momento se trasladaron a Ames, donde se encuentra la Universidad Estatal de Iowa. Clifford siempre quiso estudiar ingeniería eléctrica y sus padres habían decidido que lo hiciera en Iowa porque la universidad gozaba de una buena reputación en las carreras técnicas. Desde el principio de su carrera universitaria destacó como un excepcional estudiante. En 1939, recibió su bachillerato en Ingeniería eléctrica.

## Colaboración con el Dr. Atanasoff
Uno de sus profesores, Harold Anderson, era también uno de los mejores amigos de Atanasoff. Fue también una de las muchas personas que quedaron impresionadas por el talento y capacidad de Berry. Así que cuando Atanasoff le pidió que le recomendara a alguno de sus alumnos graduados para ayudarle en su proyecto del ABC, Anderson pensó inmediatamente en Berry. Cuando Clifford llamó al profesor Atanasoff para decirle que estaba interesado en ayudarle con su proyecto, este comprendió que estaba tratando con un joven fuera de lo corriente. Así, una mañana de la primavera de 1939, los dos brillantes científicos tuvieron su primera conversación sobre los conceptos y problemas básicos que tendrían que resolver en la construcción del prototipo del computador electrónico digital.

## Construcción del Atanasoff Berry Computer
La construcción del prototipo se llevó a cabo con mucha celeridad y tan pronto como se completó funcionó correctamente. Esto disipó sus dudas acerca de sí se pudiese construir un computador electrónico. En diciembre de 1939 la Universidad les concedió una beca de 850 dólares para construir una máquina capaz de resolver sistemas de ecuaciones. El trabajo comenzó después de las vacaciones de Navidad. A finales de primavera el proyecto iba bien encaminado, y decidieron comenzar con el proceso para patentar el ingenio. Atanasoff con la ayuda de Berry redactó un documento titulado “Computing Machines for the Solution of Large Systems of Linear Algebraic Equations” que contenía dibujos y esquemas del ABC. Este documento fue enviado al abogado Richard R. Trexler, que era el encargado de patentar y proteger todas las novedades tecnológicas que aportaba el ABC. Como podemos observar, los pioneros de los computadores actuales lejos de pensar que trabajaban en algo utópico y de poco uso práctico, sabían que hacían algo importante, y a menudo la competencia entre ellos era encarnizada. Con la llegada de la Segunda Guerra Mundial se paró el desarrollo del ABC.

## Después de la Segunda Guerra Mundial
Durante su trabajo como estudiante graduado en Iowa, Berry conoció a su esposa Martha Jean Reed, que trabajaba de secretaria en el Departamento de Física de Atanasoff. Se casaron en 1942. Recibió su máster en Física en 1941. En 1942 la pareja se traslada a Pasadena, California donde Clifford trabajó para la “Consolidated Engineering Corporation”. Llegó a un acuerdo con la universidad de Iowa para completar su doctorado mientras trabajaba en Pasadena. En 1948 se doctoró en Físicas. Dentro de la C.E.C. ocupó diversos cargos hasta llegar a director técnico. En 1963 dejó su trabajo en la C.E.C. para trabajar como director de desarrollo en la “Corporación de Tubos de Vacío Electrónicos” en Plainview, Nueva York. Murió repentinamente el treinta de octubre de 1963, antes de que su familia se trasladara a Nueva York.

## Patentes
Berry registró 19 patentes relacionadas con el área de la espectrometría de masas, 11 patentes en varias áreas de vacío y electrónica y, al momento de su muerte, tenía en proceso otras 13. Escribió varios artículos para revistas científicas y pertenecía a diversas organizaciones como la “American Physical Society” relacionadas con la física y la ingeniería eléctrica.